# Johanneskapelle (Steingaden)

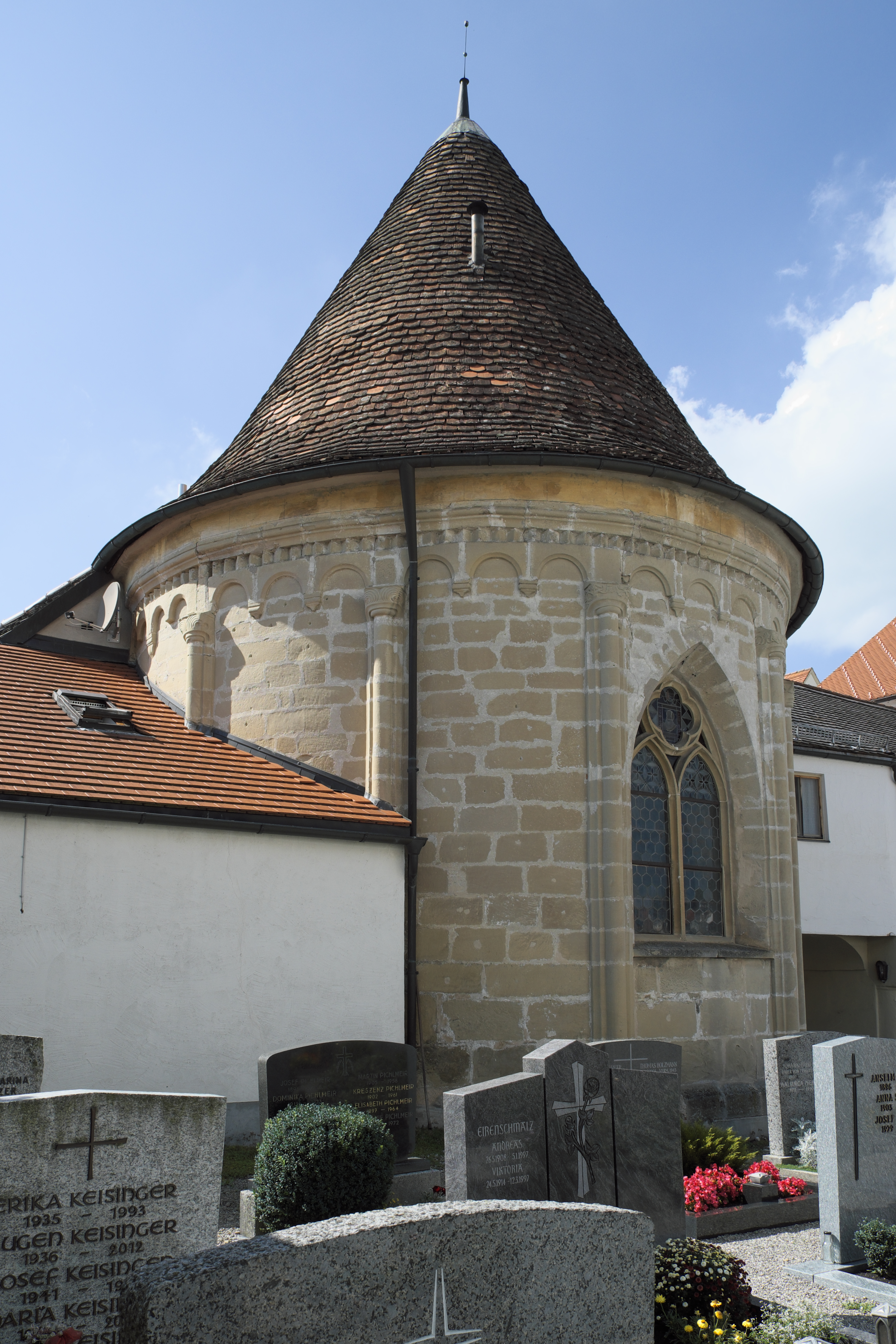
Johanneskapelle in Steingaden

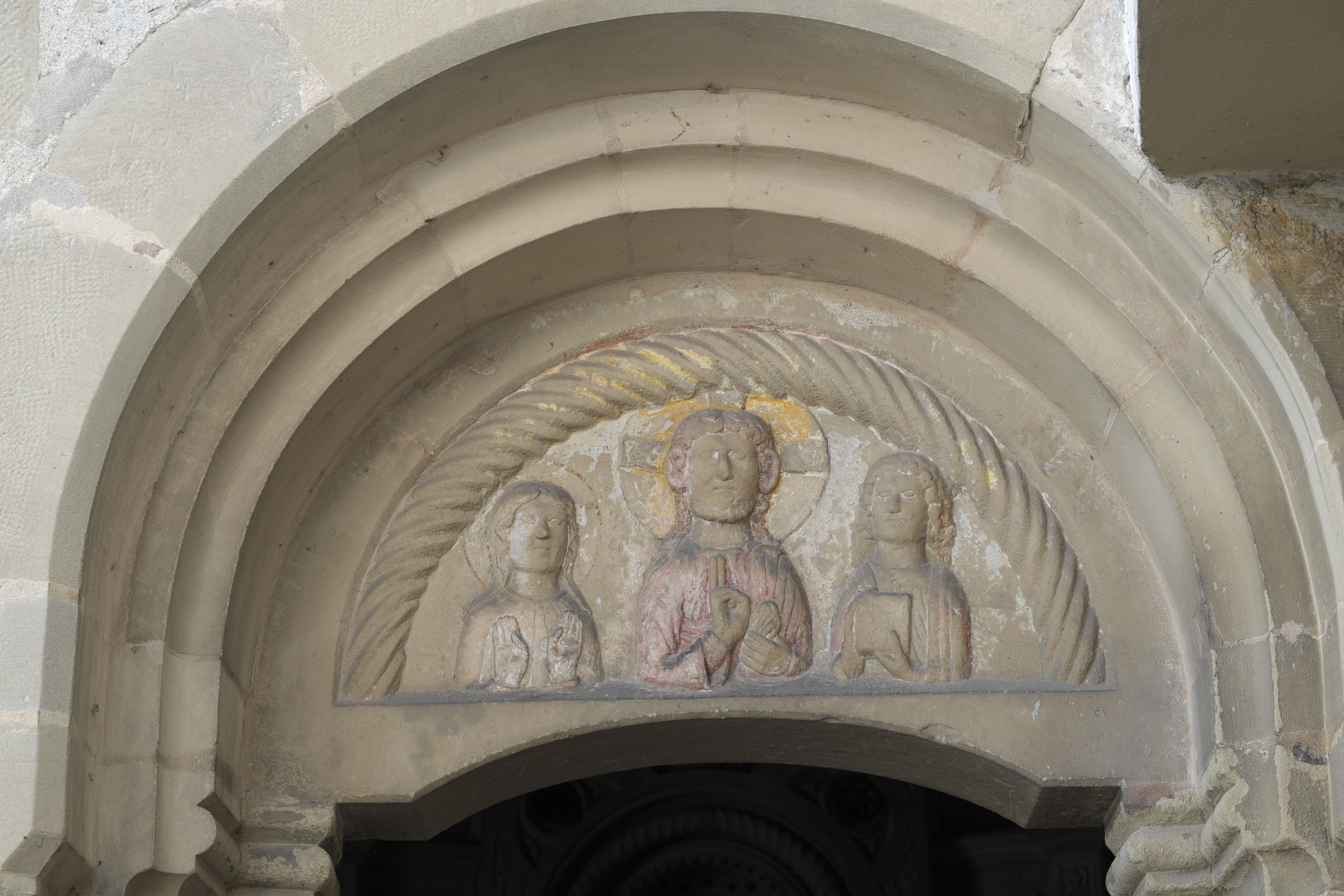
Tympanon aus dem 12. Jahrhundert

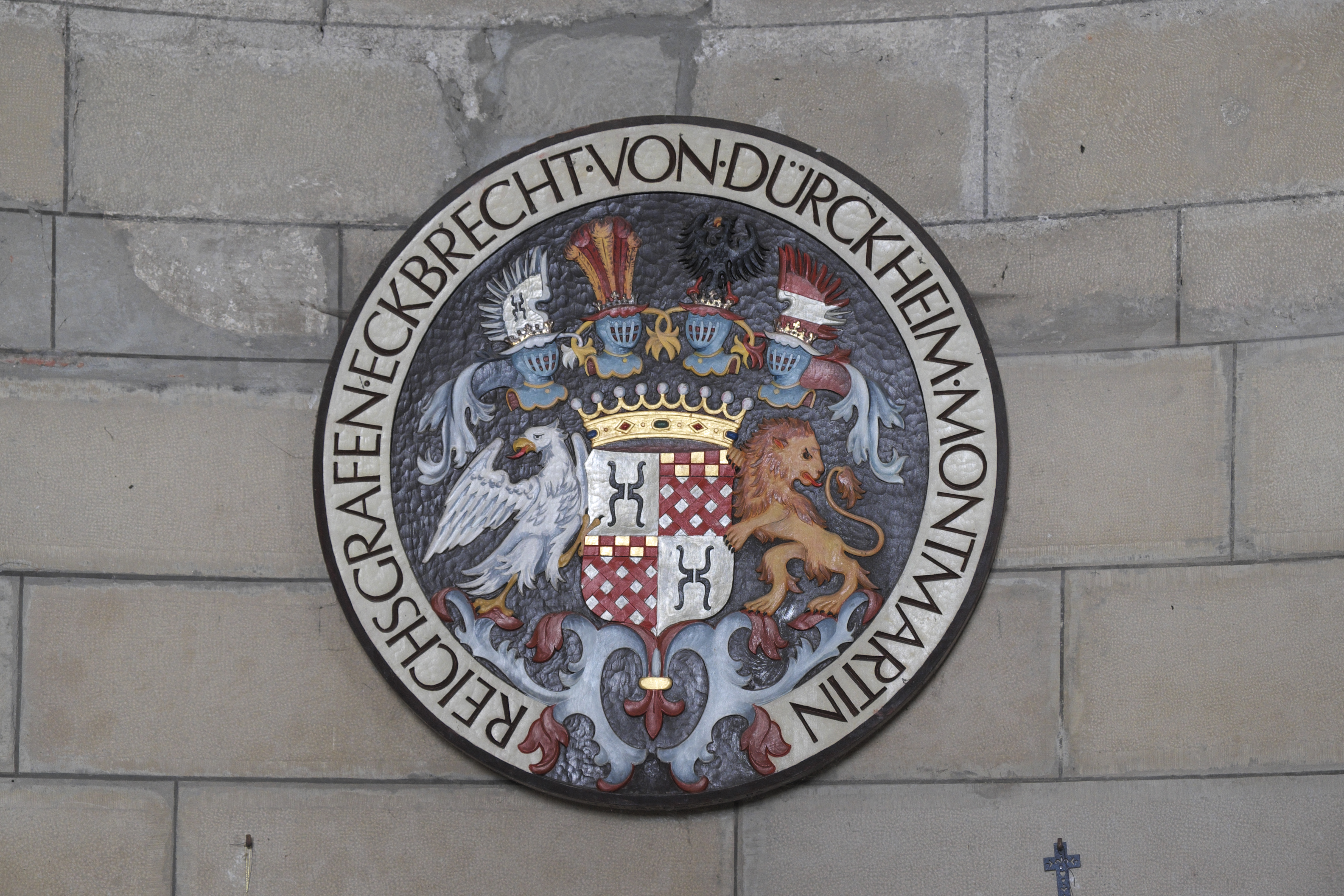
Wappenscheibe der Familie Eckbrecht von Dürckheim-Montmartin

Die katholische Johanneskapelle in Steingaden, einer Gemeinde im oberbayerischen Landkreis Weilheim-Schongau, wurde Mitte des 12. Jahrhunderts errichtet. Die Kapelle, neben dem Torwärterhaus, ist ein geschütztes Baudenkmal.
Der Rundbau wurde von Welf VI. als Erinnerung an die Grabeskirche in Jerusalem errichtet. Die Kapelle stand ursprünglich an anderer Stelle, sie wurde 1511 an ihren heutigen Standort transloziert. Im Inneren wurde ein gotisches Gewölbe errichtet, das später bemalt wurde.
Im Jahr 1853 wurde die Kapelle von der Familie Reichsgraf Eckbrecht von Dürckheim-Montmartin als Familien-Grablege erworben. Es erfolgte der Einbau einer Gruft.
Der neuromanische Marienaltar wurde von Ludwig Foltz (1809–1867) geschaffen. Die Grabplatten der Grafenfamilie sind bis heute erhalten.